# Comité d'histoire de la Deuxième Guerre mondiale
Le Comité d'histoire de la Deuxième Guerre mondiale est une institution française créée le 17 décembre 1951 par un décret signé du président du Conseil, René Pleven. Il résulte de la fusion du Comité d'histoire de la guerre et de la Commission d'histoire de l'occupation et de la libération de la France (la CHOLF), créés respectivement en octobre 1944 et en juin 1945 pour préserver la mémoire des années 1939–1945.
En 1979, le comité intègre l'Institut d'histoire du temps présent (IHTP).

## Histoire
Le Comité d'histoire de la Deuxième Guerre mondiale était un organisme interministériel, rattaché à la présidence du Conseil, groupant des représentants de onze ministères.
Le secrétariat général était assuré par le professeur et historien Henri Michel.
L'objectif du Comité était de rassembler tous ceux qui pouvaient travailler à la rédaction de l'histoire de la Seconde Guerre mondiale. Pour son fonctionnement, il bénéficiait de crédits et de personnels provenant du CNRS ainsi que de subventions de divers ministères.
Il résulte de la fusion de la Commission d'histoire de l'occupation et de la libération de la France, dépendant du ministère de l'Éducation nationale, commission créée en 1944 et qui a subsisté jusqu'en 1974, et du Comité d'histoire de la guerre dépendant de la présidence du Conseil.
Le 12 mai 1967, le Comité est à l'origine de la création du Comité international d'histoire de la Seconde Guerre mondiale qui regroupait des historiens de trente-sept pays. Son premier président fut le sénateur italien Parri, à qui succéda Henri Michel en 1970.
En 1977, le secrétariat général du Gouvernement a émis le vœu d'être déchargé de la tutelle du Comité d'histoire de la Deuxième Guerre mondiale.
En 1978 est donc créé l'Institut d'histoire du temps présent, unité propre de recherche no 0301 du Centre national de la recherche scientifique.
En 1979, le ministre de la Défense décide la création d'un Institut d'histoire des conflits contemporains (IHCC) dépendant de la Fondation pour les études de défense nationale. Il est appelé à reprendre la Revue d'histoire de la Deuxième Guerre mondiale et la présidence française du Comité international d'histoire de la Seconde Guerre mondiale. Le directeur en était Henri Michel à qui succéda le doyen Guy Pedroncini en 1983.
En 1980, le Comité d'histoire de la Deuxième Guerre mondiale est dissous, et absorbé en 1981 par l'Institut d'histoire du temps présent (IHTP).
En 1993, l'Institut d'histoire des conflits contemporains (IHCC) est transformé en association loi de 1901. Après la dissolution de la Fondation pour les études de défense nationale, il devient l'Institut d'histoire de la défense et reprend les activités de l'IHCC. En 1995, le président Guy Pedroncini est remplacé par le professeur Claude Carlier.

## Activités
L'histoire de la Seconde Guerre mondiale constituant sa mission première, le Comité s'est attelé à la rédaction de cartes départementales de la Résistance et des victimes civiles pendant la 2e guerre mondiale et de recensement des Internés, déportés, fusillés, victimes civiles dans les départements français afin de dresser le tableau de la déportation, de la résistance et de la collaboration grâce à des correspondants départementaux.
La documentation étudiée par les correspondants était majoritairement publiée dans la revue du Comité, mais elle a parfois donné lieu à des publications comme :
- La Résistance dans les Landes / M. Goubelle ; [publié par le Comité d'histoire de la Seconde Guerre mondiale]. - [Paris] (32, rue de Léningrad, 75008) : Comité d'histoire de la Seconde Guerre mondiale, [circa 1979]. - 177 p. : ill. ; 30 cm.
- Le Rouergue sous la botte nazie : 1939-1945 / par MM. Bouissou et F. Campergue... ; [publié par le] Comité d'histoire de la Seconde Guerre mondiale. - Paris : Comité d'histoire de la Seconde Guerre mondiale, [1972]. - 32 p.-[1] carte dépl. : ill., couv. ill. ; 17 cm.
- La Mayenne de 1940 à 1944 : Occupation, Résistance, Libération / Francis Robin... [publié par le Comité d'histoire de la Seconde Guerre mondiale et par la Préfecture de la Mayenne]. - [Paris] : [Comité d'histoire de la Seconde Guerre mondiale] ; [Laval] : préfecture de la Mayenne, 1973. - 158 p. dont 1 dépl. : ill. en noir et en coul. ; 28 cm.
- Occupation, Résistance, Libération en Charente-maritime / H. Gayot, ... ; [publié par le Comité d'histoire de la Seconde Guerre mondiale]. - [La Rochelle] (10, rue Jean-Godefroy, 17000) : [H. Gayot], 1973. - 196 p. : ill., couv. ill. en coul. ; 32 cm + cartes : 28 f.-1 dépl.
- La Déportation en Côte-d'Or : 1940-1945 / Pierre Gounand, ... ; [publié par le] Comité d'histoire de la Seconde Guerre mondiale. - [Paris] (32, rue de Léningrad, 75008) : [Comité d'histoire de la Seconde Guerre mondiale], 1975. - 23 p. : couv. ill. ; 30 cm.
- En guise d'approche pour une Histoire de la Résistance dans les Deux-Sèvres / par L. Vien, ... ; [publié par le Comité d'histoire de la Seconde Guerre mondiale]. - [Paris] : [Comité d'histoire de la Seconde Guerre mondiale], 1973. - 58 p. : carte ; 24 cm.
- Étude et commentaire des statistiques de la carte de la souffrance du département des Vosges / réalisée par M. Dodin, ... et Jacques et Étienne François, ... ; [publié par le Comité d'histoire de la Seconde Guerre mondiale]. - Paris : Comité d'histoire de la 2e guerre mondiale, 1974. - [2]-21 p. multigr. : graph. ; 30 cm.
- Étude statistique de la déportation dans le Bas-Rhin : 1940-1945 / par M. Mullet ; [publié par le] Comité d'histoire de la 2e guerre mondiale. - [Paris] : Comité d'histoire de la 2e guerre mondiale, 1971. - 13-[17] f. : couv. ill. ; 29 cm & additifs (2 f.).
- La Guerre en Méditerranée, 1939-1945, actes du Colloque international [organisé par le Comité français d'histoire de la Seconde Guerre mondiale], tenu à Paris du 8 au 11 avril 1969. - Paris : Éditions du Centre national de la recherche scientifique, 1971. - 25 cm, 795 p., cartes.

## Revue
Dès sa création, le Comité pris en charge la publication de la Revue d'histoire de la Deuxième Guerre mondiale, dont Henri Michel était le rédacteur en chef.
Il s'agissait d'une publication trimestrielle dépendant du Comité d'histoire de la guerre et de la Société d'histoire de la guerre ainsi que du Centre national de la recherche scientifique et dont le premier numéro est paru en novembre 1950 aux Presses universitaires de France.
En janvier 1982, la revue élargit son spectre et devient Revue d'histoire de la Deuxième Guerre mondiale et des conflits contemporains.
En janvier 1987, l'histoire de la Seconde Guerre mondiale cède le pas à l'ensemble des guerres mondiales. La revue prend le titre de Guerres mondiales et conflits contemporains.

## Histoire de la revue
La Revue d'histoire de la Deuxième Guerre mondiale est en fait l'héritière de la publication du Comité d'histoire de la guerre, intitulée Cahiers d'histoire de la guerre et qui a paru de janvier 1949 à mai 1950 (4 numéros).
Sous le titre de Revue d'histoire de la Deuxième Guerre mondiale, elle a paru de novembre 1950 à octobre 1981.
Sous le titre de Revue d'histoire de la Deuxième Guerre mondiale et des conflits contemporains publiée par la Fondation pour les études de défense nationale, l'Institut d'histoire des conflits contemporains et le Comité international d'histoire de la Seconde Guerre mondiale, elle parut de janvier 1982 à octobre 1986.
Sous le titre de Guerres mondiales et conflits contemporains, elle paraît depuis janvier 1987.

## Sources
- Décret no 51-1447 du 17 décembre 1951 relatif à la création du comité d'histoire de la deuxième guerre mondiale, Journal officiel de la République française, no 300, 20 décembre 1951, p. 12570.
- « Comité d'histoire de la Seconde Guerre mondiale », Bulletin des bibliothèques de France, 1957, no 3, p. 224-225. Disponible sur l'Internet, url : http://bbf.enssib.fr/.
- « Institut d'histoire des conflits contemporains », Institut de stratégie comparée, Commission française d'histoire militaire, Institut d'Histoire des conflits contemporains. Disponible sur l'Internet, url : http://www.stratisc.org/IHCC_index.htm .
- « Historique [de l'Institut d'histoire du temps présent]». Disponible sur l'Internet, url : http://www.ihtp.cnrs.fr/spip.php%3Frubrique1&lang=fr.html .
- « Comité d'histoire de la Seconde Guerre mondiale », présentation sur le site du Comité des travaux historiques et scientifiques. Disponible sur l'Internet, url : http://cths.fr/an/societe.php?id=3018 .
- « Affiches du Comité d'histoire de la Seconde Guerre mondiale ». Disponible sur l'Internet, url : http://www.culture.gouv.fr/documentation/archim/affichescomitehistoire.htm

### Archives du Comité
Les archives du Comité d'histoire de la Seconde Guerre mondiale sont conservées aux Archives nationales (72/AJ/1 à 72/AJ/2901).

#### Composition du fonds
La sous-série 72/AJ se compose de quatre parties essentielles :
1. des témoignages sur la Résistance intérieure (par mouvements et réseaux, classés alphabétiquement, puis par département), sur la Résistance outre-mer, sur la Résistance hors de France et les organes centraux à Londres, sur la France occupée et les événements militaires, sur l'internement, sur la captivité de guerre, sur la déportation et sur l'après-guerre ;
2. des fonds privés : fonds personnels comme ceux d'Emmanuel d'Astier de la Vigerie, de Pierre et Gilberte Brossolette, Henri Michel ou Paul Tubert ; fonds d'associations d’anciens résistants et déportés comme l'amicale d'Oranienbourg-Sachsenhausen, la Fédération des amicales de réseaux "Renseignements" et "Évasion" de la France combattante ou le réseau Résistance-Fer ;
3. une collection d'un millier d'affiches s'étendant des années trente aux années cinquante ;
4. les archives de fonctionnement du Comité d'histoire de la Seconde Guerre mondiale, en particulier les procès-verbaux des différentes commissions créées en son sein ainsi que des dossiers relatifs à des projets de musées de la Résistance ou à des expositions sur ce thème.

#### Instruments de recherche
1. Certains documents sont numérisés et consultables en ligne sur le site des Archives nationales :
72/AJ/35-72/AJ/89 Résistance intérieure : mouvements, réseaux, partis politiques et syndicats (1938-2003) par Patricia Gillet et Alexandra Hauchecorne, 2010
72/AJ/220-72/AJ/248 France libre et Résistance extérieure par Patricia Gillet et Alexandra Hauchecorne, 2010
72/AJ/1706-72/AJ/1750 Affiches et cartes du Comité d'histoire de la Seconde Guerre mondiale (1933-1962) par Marie-Thérèse Chabord, Patricia Gillet, encodé par France-Odile des Mazery et Brigitte Lozza, 2006
2. Les documents qui ne sont pas numérisés sont décrits dans des instruments de recherche consultables en salle des inventaires virtuelle (SIV) sur Internet.
Toutes cotes fonds privés : État sommaire des fonds d’archives privées de la Seconde Guerre mondiale, 2004
72/AJ/2141-72/AJ/2170 : Archives du Réseau du Souvenir (1950-1992), 2004
72/AJ/2320-72/AJ/2326 et 6/AV/1000-6/AV/1022 : Archives de Claude Bouchinet-Serreules, 2004
72/AJ/2334-72/AJ/2432 : Fonds de la Fédération des amicales de réseaux renseignements et évasion de la France combattante (1944-2001), 2005
72/AJ/2447-72/AJ/2449 : Archives de Daniel Decourdemanche, dit Jacques Decour (1900-1982), 2007
72/AJ/2450-72/AJ/2461 : Archives de Paul Docquois (1909-1991), 2007
72/AJ/2497-72/AJ/2498 : Archives de Jean-Henri Michel, 2013
72/AJ/2612-72/AJ/2614 : Archives de l’Amicale des anciens prisonniers de guerre des Stalags XVIII, 2014
72/AJ/2615 : Archives d’Annick Besnard, 2014
72/AJ/2881-72/AJ/2888 : Archives de l'Amicale des anciens prisonniers de guerre de l'Oflag IV D, 2013
72/AJ/2890-72/AJ/2901 : Fonds Henri Maux, 2014
397/AP : Archives de Marie Granet (1940-1974)
672/AP : Archives de Henri Rol-Tanguy, 2009
3. Ou dans des instruments de recherche accessibles, à ce jour sur site, en salle de lecture (Pierrefitte-sur-Seine)
72/AJ/1-72/AJ/1743 Papiers du Comité d'histoire de la Seconde Guerre mondiale et fonds divers sur la période 1939-1945 par Marie-Thérèse Chabord
72/AJ/1751-72/AJ/2214 Papiers du Comité d'histoire de la Seconde Guerre mondiale et fonds divers sur la période 1939-1945 (Tome 1) par F. Adnès, V. Cassé, B. Hercenberg, G. Bidault, M.-Th. Chabord, N. Even, P. Gillet, C. Kapitz, S. Le Goëdec, S. Mercier, S. Nicolas, Y. Poulle, P. René-Bazin, M. Sin Blima-Barru, M. Tracol, M. Valentin, C. Vaz (1982-2005)
72/AJ/2215-72/AJ/2462 Papiers du Comité d'histoire de la Seconde Guerre mondiale et fonds divers sur la période 1939-1945 (Tome 2) par F. Adnès, V. Cassé, B. Hercenberg, G. Bidault, M.-Th. Chabord, N. Even, P. Gillet, C. Kapitz, S. Le Goëdec, S. Mercier, S. Nicolas, Y. Poulle, P. René-Bazin, M. Sin Blima-Barru, M. Tracol, M. Valentin, C. Vaz (1982-2005)

#### Fonds directement complémentaires
Aux Archives nationales, certains fonds privés de résistants sont cotés en série AP : 397/AP Granet (Marie) ; 672/AP Rol-Tanguy (Henri ) ; 674/AP Cordier (Daniel)
La sous-série 72/AJ s'accroît régulièrement de nouveaux fonds privés.
Il appartient au lecteur de se renseigner sur ces acquisitions non encore classées ni cotées.
Hors les Archives nationales, la bibliothèque de l'Institut d'histoire du temps présent (IHTP) conserve les ouvrages et la documentation du comité d'histoire, ainsi que les doubles partiels de certains cartons de 72/AJ ; la Bibliothèque nationale des originaux de la presse clandestine et des tracts de la Résistance et le Service historique de la Défense la photothèque.